# SSD Fidelis Andria 2018
Die Società Sportiva Dilettantistica Fidelis Andria 2018 ist ein italienischer Fußballverein aus der apulischen Stadt Andria. Der Verein wurde 1920 gegründet und trägt seine Heimspiele im Stadio degli Ulivi aus, das Platz für 9.140 Zuschauer bietet. Nach der Neugründung 2018 findet man die SSD Fidelis Andria gegenwärtig in der Serie D, Italiens vierthöchster Fußballliga.

## Geschichte
Nachdem es ab 1920 organisierten Fußball in Andria gab, gründete sich acht Jahre später der Verein Unione Sportiva Fascista De Pinedo, das heutige Fidelis Andria. Der Klub spielte in der Folgezeit lange Jahre unterklassig und wechselte häufig den Namen. 1960 qualifizierte man sich erstmals für den Spielbetrieb der Serie D, wo man jedoch nach nur einem Jahr wieder abstieg, nur um dann direkt wieder zurückzukehren. Danach etablierte sich Andria etwas in der Serie D und verbrachte die folgenden drei Jahre in dieser Spielklasse, ehe der abermalige Abstieg folgte. 1967 kehrte man nach nur einer Spielzeit in die vierte Liga zurück und hielt sich dort diesmal vier Jahre. 1971 ging der Verein jedoch insolvent und wurde als Associazione Sportiva Fidelis Andria neu gegründet.
Nach der Gründung von Fidelis Andria wurde der Verein vom italienischen Fußballverband in die höchste regionale Liga der Region Bari eingestuft. Dort spielte man fünf Jahre lang, ehe 1976 der Aufstieg in die Prima Categoria, damals die sechsthöchste Spielklasse im italienischen Fußball, gelang. Allerdings musste der Verein schon zwei Jahre später wieder absteigen. Gleich in der Folgesaison wurde man wieder Zweiter in der Seconda Categoria und stieg erneut auf. Diesmal konnte sich Fidelis Andria in der Prima Categoria etablieren und schaffte 1984 sogar den Aufstieg in die Serie C2. Nach weiteren fünf Jahren in der vierten Liga gelang dem Verein der Sprung in die Serie C1, die heutige Lega Pro Prima Divisione, also die dritte Liga. Auch hier erreichte Fidelis Andria gute Ergebnisse und man stieg schon zwei Jahre später, 1992, erstmals in die Serie B auf. In der ersten Saison wurde der Verein 16. und vereitelte den Abstieg nur mit Glück, während es SPAL Ferrara, den FC Bologna, Taranto Sport und Ternana Calcio traf. In der darauffolgenden Spielzeit gelang sogar ein neunter Platz. Zwei Jahre später jedoch musste Fidelis Andria wieder aus der Serie B absteigen, nachdem der Verein Tabellenviertletzter wurde. Gleich im Folgejahr gelang aber der Wiederaufstieg mit einem ersten Platz in der Serie C1 vor dem AC Ancona, der ebenfalls aufstieg. Es folgte jedoch sofort der Abstieg nach nur einem Jahr. Seitdem konnte der Verein nicht wieder in die zweithöchste italienische Liga aufsteigen und spielt noch heute in der Lega Pro Prima Divisione, während man die Mannschaft aus Andria auch zeitweise in der Lega Pro Seconda Divisione beziehungsweise der Serie C2 fand. Im Jahre 2009 wäre fast wieder der Sprung in die Zweitklassigkeit geglückt, nachdem der AS Andria BAT die Play-off-Spiele, an denen der Zweite bis Fünfte jeder Lega Pro Prima Divisione-Staffel teilnimmt, erreicht hatte. Dort scheiterte der Verein jedoch an Gela Calcio.
Nach einigen weiteren Jahren im Mittelfeld der dritten italienischen Fußballliga musste der AS Andria BAT in der Saison 2012/13 den Abstieg in die viertklassige Lega Pro Seconda Divisione hinnehmen. Nachdem man in der Girona B den 13. Tabellenplatz belegte, zog man in den Playout-Spielen gegen den vorher auf Rang 14 platzierten Verein SS Barletta Calcio den Kürzeren und musste den Gang in die vierte Liga antreten. Da der Verein allerdings die Teilnahme am Profibetrieb nicht anmeldete, folgte zur Saison 2013/14 ein Neustart in der sechstklassigen Eccellenza Puglia. Im Zusammenspiel mit einer Ligareform schaffte Fidelis Andria in nur zwei Jahren den Aufstieg von der sechsten in die dritte Liga. Für die Lega Pro 2015/16 qualifizierte sich die Mannschaft als Erster der Girone H der Serie D 2014/15. Drei Jahre später folgte wieder der Abstieg in die Viertklassigkeit, der zwischen 2021 und 2023 nochmals durch den Aufstieg in die Serie C unterbrochen wurde.

## Spieler
- Delio Rossi (1988–1989)
- Davide Nicola (1993–1994)
- Nicola Amoruso (1994–1995)
- Marco Giampaolo (1995–1996)
- Dario Passoni (1995–1996)
- Vincenzo Palumbo (1995–1998)
- Cristiano Lupatelli (1996–1999)
- Bernardo Corradi (1998–1999)
- Dario Dainelli (1999–2000)
- Aco Stojkov (2004–2005)
- Ionuț Rada (2016–2018)
- Oliver Kragl (2024–2025)

## Trainer
- Giuseppe Papadopulo (1996–1998)